# Kamień-Rybołow
Kamień-Rybołow (ros. Ка́мень-Рыболо́в) – rosyjska wieś (ros. село, trb. sieło) w rejonie chankańskim (Kraj Nadmorski).
```
W 2010 roku liczyła 10 909 mieszkańców.
```